# João da Costa Bezerra Filho
João da Costa Bezerra Filho (Angelim, 6 de novembro de 1960) é um engenheiro agrônomo, administrador de empresas, Internacionalista e  político brasileiro, filiado ao Partido dos Trabalhadores (PT). 
Foi prefeito de Recife de janeiro de 2009 a janeiro de 2013, mas não conseguiu ser candidato à reeleição pelo PT em favor da candidatura de Humberto Costa.
Nas eleições municipais de 2016 e nas eleições municipais de 2020, João da Costa candidatou-se à vereador do Recife, mas não conseguiu ser eleito e ficou como primeiro suplente nas duas ocasiões. Entre 2019 e 2020, assumiu o mandato de vereador no lugar de Marília Arraes que foi eleita deputada federal.

## Biografia
Aos oito anos de idade começou a trabalhar no mercadinho que era de seu pai, João da Costa Bezerra.
Na adolescência foi morar no Recife, onde cursou agronomia na Universidade Federal Rural de Pernambuco e administração de empresas na Universidade Federal de Pernambuco, tendo forte atuação na política estudantil, onde foi diretor do Diretório Central dos Estudantes das duas instituições. Foi, também, coordenador geral da Federação dos Estudantes de Agronomia do Brasil e diretor da União Nacional dos Estudantes.
Em 1988 filiou-se ao PT. Assumiu, em 2001, a Secretaria do Orçamento Participativo, criada na primeira gestão do prefeito João Paulo Lima.
Em 2005 passa a coordenar a Secretaria de Planejamento Participativo, o sucesso do OP no município foi tanto que, em 2011, o programa venceu o prêmio Reinhard Mohn, concedido pela Fundação Alemã Bertelsmann, e reconhecido internacionalmente como uma experiência inovadora.
No ano seguinte, foi eleito o deputado estadual mais votado do Recife, com 65.240 votos. 
Nas eleições de 2008 foi candidato à prefeitura do Recife, pelo PT, sendo eleito no primeiro turno, com 51,54% dos votos válidos.
Durante o seu mandato foram iniciados os trabalhos da Via Mangue, uma importante via de ligação entre os bairros de Boa Viagem e o centro, através de aterros e pilares sobre o manguezal. Para isso, foi desativado o Aeroclube do Pina, um aeródromo importante da capital pernambucana que servia de escola de aviação. A gestão do petista também entregou a duplicação do viaduto Capitão Temudo, na Joana Bezerra, realizou o programa Capibaribe Melhor, executou uma série de ações dentro do PAC Mobilidade, entre outras iniciativas de grande impacto na capital pernambucana. Também foi o prefeito que mais entregou moradias populares, totalizando um total de 3600 habitações. 
Nas eleições de 2014, foi candidato a deputado federal, mas não conseguiu ser eleito. Em 2016, disputou uma das vagas da Câmara Municipal de Recife, mas também não obteve sucesso, totalizando 5.545 votos. Nas eleições de 2018, foi candidato a deputado estadual pelo PT, mas novamente não obteve êxito.
A partir de 2018 torna-se vereador de Recife, substituindo Marília Arraes que tornou-se Deputada Federal pelo estado de Pernambuco nas eleições de 2018.
Nas eleições de 2020, recebeu 5.802 votos e novamente ficou como primeiro suplente de seu partido.